# 懸念される変異株
懸念される変異株（けねんされるへんいかぶ、英: variant of concern; VOC）は、新しく危険になったウイルスの変異株の初期評価を行う際に使われる分類である。これより前段階の、危険性のある変異株は「注目すべき変異株」（英: variant of interest; VOI）または「調査中の変異株」（英: variants under investigation; VUI）と分類されることがある（#用語を参照）。懸念される変異株としてのより完全な評価がされると、変異株は Phylogenetic Assignment of Named Global Outbreak Lineages における命名法で系統に紐づけされ、NextstrainやGISAIDのシステムでも分岐群として紐づけられる。
新型コロナウイルス感染症 (COVID-19) の世界的流行では、SARSコロナウイルス2 (SARS-CoV-2) の変異が観測され、特定の点突然変異の組み合わせのある変異株は他の変異株より懸念されるものとなっている。これは基本再生産数や病原性の強さが主な理由となっており、免疫回避変異の出現の可能性なども加味されている。

## 用語
評価基準（後節も参照）を一つ以上満たす可能性のある変異株は「注目すべき変異株」（英: variant of interest; VOI）または「調査中の変異株」（英: variants under investigation; VUI）として、危険要素の検証が未了の変異株とみなされることがある。検証が済むと、VOIやVUIはCDCなどのモニタリング機関や世界保健機関 (WHO)、各国の保健機関などによって「懸念される変異株」（英: variant of concern; VOC）と改称され、特に危険性が高く警戒が必要な変異株とみなされる。
また関連する分類として、CDCは「甚大な被害が想定される変異株」（英: variant of high consequence; VHC or VOHC）という分類を、特定の変異株に対する予防効果や治療効果が現に減少しているという証拠が明白なものについて用いている。
この他、WHOは「さらなる監視のための警告」（英: alerts for further monitoring）という分類をVOIの評価基準には満たないが、将来的にリスクをもたらす可能性がある監視が必要な変異株に用いていた（VOIから格下げされ分類されることもある）が、現在ではこれを「監視すべき変異株」（英: variants under monitoring; VUM）と呼称している。

## SARSコロナウイルス2

### 評価基準
SARSコロナウイルス2において、アメリカ合衆国のアメリカ疾病予防管理センター (CDC) やイギリスのイングランド公衆衛生サービス (PHE)、英国COVID-19ゲノム協会、カナダの COVID-19ゲノムネットワーク（CanCOGeN）といった、各国の国立・国際保健機関は、変異株の評価に以下の基準の一部または全部を使っている。
- 感染力の増大
- 罹患率の増大
- 致死率の増大
- 後遺症リスクの増大
- 検査での検出回避能力
- 抗ウイルス薬（使用可能な場合のみ）の効能の減少
- 回復期の血漿やモノクローナル抗体もしくは実験室での実験から推測した中和抗体生成の困難さ
- 生体免疫回避能力（再感染の可能性など）
- ワクチン接種を受けた者への影響可能性
- 全身性炎症反応症候群や後遺症など、特定の状態の発現の可能性の増大
- 子供や免疫不全の者など、特定の人口統計的または医学的な集団に対する親和性の増大

### 各国の例

#### イギリス
2021年3月5日現在、イギリスでは、PHEが新型コロナウイルスの4番目の変異株を、2月15日以降の16人の検査で陽性が確認されたのちにVUIに加えたため、VOCとVUI各4種、計8種の変異株が監視リストに入っている。最新の変異株はVUI-21FEB-04 (Lineage B.1.1.318) で、2月24日にVUIに加わった。他のVUIはP.2、VUI-21FEB-01 (A.23.1 with E484K)、B.1.525で、VOCは B.1.1.7、B.1.351 (501.V2)、P.1、VOC-21FEB-02 (B.1.1.7 with E484K) である。
2021年3月、PHEは変異株の命名に[YY][MMM]-[NN]の形式を用いるよう変更した。

#### アメリカ合衆国
アメリカでは、2021年2月にジャーナル・オブ・ジ・アメリカン・メディカル・アソシエーションの記事で、B.1.1.7、B.1.351 (501.V2)、P.1の3種のVOCが、「綿密に監視する必要のある変異株」として言及された。

### WHOによる分類
2022年2月以降、報告されるSARS-CoV-2ゲノムのほぼ全てを系統 B.1.1.529 (Omicron)とその亜系統・組み換え株が占めるようになった。WHOは、系統 B.1.1.529及びその亜系統・組み換え株を一括して「懸念される変異株 (VOC)」に分類していたが、2023年3月15日以降、オミクロン株亜系統・組み換え株のそれぞれについてリスク判断を行って分類することとしている。
2023年5月17日現在、2種の「注目すべき変異株 (VOI) 」と7種の「監視すべき変異株 (VUM)」を選定している。

#### 注目すべき変異株 (VOI)
- 系統XBB.1.5 (通称「クラーケン」[21]。XBBについて通称「グリフォン」がある[22])
- 系統XBB.1.16（通称「アークトゥルス」[23]）

#### 監視すべき変異株 (VUM)
- 系統BQ.1（通称「ケルベロス」[22]）
- 系統BA.2.75 (通称「ケンタウロス」[24])
- 系統CH.1.1
- 系統XBB (通称「グリフォン」がある[22])
- 系統XBB.1.9.1
- 系統XBF
- 系統XBB.2.3

#### 2023年3月15日以前の分類
2022年7月時点で、1種の「懸念される変異株 (VOC)」を選定している（※同時点で「注目すべき変異株 (VOI)」に選定されているものは存在しない）。

##### 懸念される変異株 (VOC)
- 系統 B.1.1.529 (Omicron)

#### その他
過去にVOCあるいはVOIに指定されラベル付けされたものの、上記の分類から除外された変異株。
過去にVOCに選定
- 系統 B.1.1.7 (Alpha)
- 系統 B.1.351 (Beta)
- 系統 P.1 (Gamma)
- 系統 B.1.617.2 (Delta)

過去にVOIに選定
- 系統 B.1.427/B.1.429 (Epsilon)
- 系統 P.2 (Zeta)
- 系統 B.1.525 (Eta)
- 系統 P.3 (Theta)
- 系統 B.1.526 (Iota)
- 系統 B.1.617.1 (Kappa)
- 系統 C.37 (Lambda)
- 系統 B.1.621 (Mu)